# Coelostoma vividum
Coelostoma vividum – gatunek chrząszcza z rodziny kałużnicowatych i podrodziny Sphaeridiinae. Występuje w południowo-wschodniej Palearktyce i krainie orientalnej.

## Taksonomia
Gatunek ten opisany został po raz pierwszy w 1936 roku przez Armanda d’Orchymonta. W obrębie rodzaju Coelostoma ten zaliczany jest do podrodzaju nominatywnego, Coelostoma s.str, który w faunie dalekowschodniej reprezentują również C. fallaciosum, C. orbiculare, C. subditum i C. vitalisi.

## Morfologia
Chrząszcz o szeroko-owalnym, słabo jak na przedstawiciela rodzaju wysklepionym ciele długości od 4,1 do 4,2 mm. Głowa zaopatrzona jest w przeciętnych rozmiarów oczy złożone z głęboko wykrojonymi krawędziami wewnętrznymi. Czułki zbudowane są z dziewięciu członów, z których te końcowe formują luźno zestawioną buławkę. Punktowanie wierzchu głowy, przedplecza, tarczki i pokryw jest podobne, tylko po bokach pokryw występują punkty nieco silniejsze, nieformujące jednak szeregów. Przedpiersie jest pośrodku stosunkowo słabo uwypuklone, pozbawione jest żeberek, a na przedzie ma tylko mały ząbek. Środkowa część śródpiersia (mezowentrytu) wyniesiona jest silnie ku tyłowi tworząc wyrostek międzybiodrowy w kształcie grotu strzały. Zapiersie (metawentryt)  ma silnie wyniesioną ku przodowi część środkową, wnikającą pomiędzy biodra środkowej pary, gdzie styka się z wyrostkiem śródpiersia. Odnóża środkowej pary mają uda pozbawione gęstego owłosienia. Odwłok ma pierwszy z widocznych sternitów (wentryt) pozbawiony żeberka, a piąty z widocznych sternitów (piąty wentryt) całobrzegi. Genitalia samca mają długi na około 0,6 mm edeagus z wąskim i niemal równoległobocznym, tylko u nasady gwałtownie poszerzonym płatem środkowym. Gonopor umieszczony jest w jego części nasadowej. Około półtora raza szersze od płata środkowego paramery nie zwężają się ku szczytowi, mają przerzedzone, długie szczecinki na prostych krawędziach wewnętrznych oraz lekko zakrzywione na zewnątrz w wierzchołkowej ⅓ krawędzie zewnętrzne.

## Ekologia i występowanie
Owad znany z Pakistanu, Nepalu, chińskiego Guangdongu, Kambodży oraz Indonezji.
Jest chrząszczem wodnym, związanym z wodami słodkimi i ich pobrzeżami. Postacie dorosłe przylatują do sztucznych źródeł światła, ale tylko przez pierwsze około dwie godziny po zmierzchu; nie obserwuje się ich później w nocy.